# NGC 6591
NGC 6591 (другое обозначение — PGC 61610) — галактика в созвездии Геркулес.
Этот объект входит в число перечисленных в оригинальной редакции «Нового общего каталога».